# Robeisy Ramírez
Robeisy Eloy Ramírez Carrazana (20 de dezembro de 1993) é um pugilista cubano, bicampeão olímpico. 

## Carreira
Em Londres 2012 ganhou a medalha de ouro no peso mosca.
Robeisy Ramírez competiu na Rio 2016, na qual conquistou a medalha de ouro agora no peso galo.